# Berthold Göcks
Berthold Göcks (* 24. Dezember 1897 in Schivelbein; † 28. Februar 1957) war ein deutscher Malermeister und Politiker der DDR-Blockpartei LDPD.

## Leben
Göcks erlernte nach dem Besuch der Volksschule das Malerhandwerk, das er seit 1921 in seiner Heimatstadt Schivelbein als selbständiger Handwerksmeister ausübte. Nach der Vertreibung ließ er sich in Eberswalde nieder.

## Politik
Er trat der 1945 in der Sowjetischen Besatzungszone neugegründeten LDPD bei. In der Wahlperiode von 1954 bis 1958 war er bis zu seinem Tod 1957 Mitglied der LDPD-Fraktion in der Volkskammer der DDR. Anlässlich der 22. Plenartagung der Volkskammer gedachte deren Präsident Johannes Dieckmann des seit der letzten Volkskammersitzung verstorbenen Göcks.